# روبرتو گاندولفی
روبرتو گاندولفی (ایتالیایی: Roberto Gandolfi; ۱۴ ژوئیهٔ ۱۹۵۶ – ۱۷ فوریهٔ ۲۰۱۸) بازیکن واترپلو اهل ایتالیا بود. وی در بازی‌های المپیک تابستانی ۱۹۸۴ شرکت کرده‌است.